# Bản quyền phát sóng Giải vô địch bóng đá thế giới 2018
FIFA, thông qua một số công ty, đã bán quyền phát sóng giải vô địch bóng đá thế giới 2018 cho các đài phát sóng sau đây.

## Truyền hình
| Quốc gia | Phát sóng                                              | Nguồn                              |
| --- | ------------------------------------------------------ | ---------------------------------- |
| Afghanistan | ATN                                                    | [ 1 ]                              |
| Albania | RTSH                                                   | [ 1 ]                              |
| Andorra | TF1, Mediaset España, beIN Sports                      | [ 1 ]                              |
| Argentina | TV Pública, Telefe, DirecTV, TyC Sports                | [ 1 ]                              |
| Armenia | ARMTV                                                  | [ 1 ]                              |
| Úc | SBS, Optus Sport                                       | [ 2 ] [ 3 ] [ 4 ]                  |
| Áo | ORF, OE24                                              | [ 1 ]                              |
| Azerbaijan | İTV, AzTV                                              | [ 1 ]                              |
| Bangladesh | BTV, Maasranga TV, Nagorik TV, Sony Pictures Networks  | [ 1 ] [ 5 ]                        |
| Bahamas | ZNS, DirecTV                                           | [ 1 ]                              |
| Belarus | BTRC                                                   | [ 1 ]                              |
| Bỉ | VRT, RTBF                                              | [ 1 ]                              |
| Bermuda | BBC, DirecTV                                           | [ 1 ]                              |
| Bolivia | Unitel, Red Uno, DirecTV                               | [ 1 ]                              |
| Bosna và Hercegovina | BHRT                                                   | [ 1 ]                              |
| Brasil | Globo, SporTV, Fox Sports                              | [ 6 ] [ 7 ] [ 8 ]                  |
| Brunei | Astro                                                  | [ 1 ]                              |
| Bulgaria | BNT                                                    | [ 1 ]                              |
| Campuchia | CBS                                                    | [ 1 ]                              |
| Canada | CTV, RDS, TSN                                          | [ 1 ] [ 3 ] [ 9 ]                  |
| Chile | Canal 13, TVN, Mega, DirecTV, Movistar                 | [ 1 ]                              |
| Trung Quốc | CCTV, Migu, Youku                                      | [ 10 ] [ 11 ]                      |
| Colombia | Caracol TV, RCN TV, DirecTV                            | [ 1 ]                              |
| Costa Rica | Teletica, Sky, Movistar                                | [ 1 ] [ 12 ]                       |
| Croatia | HRT                                                    | [ 1 ]                              |
| Cuba | ICRT                                                   | [ 1 ]                              |
| Síp | CyBC                                                   | [ 1 ]                              |
| Cộng hòa Séc | ČT                                                     | [ 1 ]                              |
| Đan Mạch | DR, TV 2                                               | [ 1 ]                              |
| Dominica | Sky, DirecTV                                           | [ 1 ]                              |
| Cộng hòa Dominica | Antena 7, Sky                                          | [ 13 ]                             |
| Ecuador | RTS, DirecTV                                           | [ 1 ]                              |
| El Salvador | TCS, Sky                                               | [ 1 ]                              |
| Estonia | ERR                                                    | [ 1 ]                              |
| Quần đảo Faroe | DR, TV 2                                               | [ 1 ]                              |
| Phần Lan | Yle                                                    | [ 1 ] [ 14 ]                       |
| Pháp | TF1, beIN Sports                                       | [ 1 ]                              |
| Đức | ARD, ZDF, Sky Sport, DAZN                              | [ 15 ] [ 16 ] [ 17 ] [ 18 ] [ 19 ] |
| Gruzia | GPB                                                    | [ 1 ]                              |
| Hy Lạp | ERT                                                    | [ 1 ]                              |
| Greenland | DR, TV 2                                               | [ 1 ]                              |
| Guatemala | TV Azteca, Tigo Sports, Sky, Movistar                  | [ 1 ]                              |
| Honduras | TVC, Sky, Movistar                                     | [ 1 ]                              |
| Hồng Kông | ViuTV, Now TV                                          | [ 20 ] [ 21 ]                      |
| Hungary | MTVA                                                   | [ 1 ]                              |
| Iceland | RÚV                                                    | [ 1 ]                              |
| Indonesia | Transmedia, K-Vision, SuperPass, USeeTV                | [ 22 ] [ 23 ] [ 24 ] [ 25 ]        |
| Iran | IRIB, beIN Sports                                      | [ 26 ]                             |
| Ireland | RTÉ                                                    | [ 1 ]                              |
| Israel | KAN                                                    | [ 1 ]                              |
| Ý | Mediaset                                               | [ 27 ]                             |
| Jamaica | TVJ, DirecTV                                           | [ 1 ]                              |
| Nhật Bản | Fuji TV, NHK, NTV, TBS, TV Asahi, TV Tokyo             | [ 1 ]                              |
| Kazakhstan | Qazaqstan                                              | [ 1 ]                              |
| Kosovo | RTK                                                    | [ 1 ]                              |
| Lào | TVLAO                                                  | [ 1 ]                              |
| Latvia | LTV                                                    | [ 1 ]                              |
| Liechtenstein | SRG SSR                                                | [ 28 ]                             |
| Litva | LRT                                                    | [ 1 ]                              |
| Ma Cao | TDM                                                    | [ 29 ]                             |
| Malaysia | Astro, RTM                                             | [ 1 ] [ 30 ]                       |
| Malta | PBS                                                    | [ 1 ]                              |
| México | Televisa, TV Azteca, SKY México                        | [ 1 ]                              |
| Moldova | TRM                                                    | [ 1 ]                              |
| Monaco | TF1, beIN Sports                                       | [ 1 ]                              |
| Mông Cổ | NTV, MNB                                               | [ 1 ]                              |
| Montenegro | RTCG                                                   | [ 1 ]                              |
| Maroc | SNRT, beIN Sports                                      | [ 1 ] [ 31 ]                       |
| Myanmar | Skynet Sports                                          | [ 1 ]                              |
| Hà Lan | NOS                                                    | [ 1 ]                              |
| New Zealand | Sky Sport                                              | [ 1 ] [ 32 ]                       |
| Nicaragua | Ratensa, Sky, Movistar                                 | [ 1 ]                              |
| Na Uy | NRK, TV 2                                              | [ 1 ]                              |
| Panama | Corporación Medcom, Televisora Nacional, Sky, Movistar | [ 1 ]                              |
| Paraguay | SNT, Telefuturo, TyC, DirecTV                          | [ 1 ]                              |
| Peru | Latina, DirecTV                                        | [ 1 ]                              |
| Philippines | ABS-CBN                                                | [ 1 ]                              |
| Ba Lan | TVP, NC+                                               | [ 1 ]                              |
| Bồ Đào Nha | RTP, SIC, SportTV                                      | [ 33 ] [ 34 ] [ 35 ]               |
| România | TVR                                                    | [ 1 ]                              |
| Nga | Kênh truyền hình 1, VGTRK, Match TV                    | [ 36 ]                             |
| San Marino | Mediaset                                               | [ 1 ]                              |
| Serbia | RTS                                                    | [ 1 ]                              |
| Singapore | Mediacorp, Singtel, StarHub                            | [ 37 ]                             |
| Slovakia | RTVS                                                   | [ 1 ]                              |
| Slovenia | RTVSLO                                                 | [ 1 ]                              |
| Nam Phi | SABC, SuperSport, StarTimes                            | [ 1 ] [ 38 ]                       |
| Hàn Quốc | KBS, MBC, SBS                                          | [ 1 ]                              |
| Tây Ban Nha | Mediaset España                                        | [ 39 ]                             |
| Suriname | SCCN, DirecTV                                          | [ 1 ]                              |
| Thụy Điển | SVT, TV4                                               | [ 15 ] [ 17 ]                      |
| Thụy Sĩ | SRG SSR                                                | [ 28 ]                             |
| Đài Loan | ELTA, CTS                                              | [ 1 ] [ 40 ]                       |
| Thái Lan | TrueVisions, Channel 5, Amarin TV                      | [ 41 ] [ 42 ]                      |
| Đông Timor | ETO Telco                                              | [ 1 ]                              |
| Trinidad và Tobago | CNC3, DirecTV                                          | [ 1 ]                              |
| Thổ Nhĩ Kỳ | TRT                                                    | [ 1 ]                              |
| Ukraina | Inter                                                  | [ 43 ]                             |
| Anh QuốcNhà nước/Lãnh thổ - Channel Islands - Anh - Gibraltar - Đảo Man - Bắc Ireland - Scotland - Wales | BBC, ITV                                               | [ 16 ]                             |
| Hoa Kỳvà lãnh thổ - Samoa thuộc Hoa Kỳ - Guam - Quần đảo Bắc Mariana - Puerto Rico - Baker Island - Howland Island - Jarvis Island - Johnston Atoll - Kingman Reef - Midway Islands - Navassa Island - Palmyra Atoll - Wake Island | FOX, Telemundo                                         | [ 44 ] [ 45 ]                      |
| Uruguay | Monte Carlo, Canal 10, Teledoce, TyC, DirecTV          | [ 1 ]                              |
| Uzbekistan | Uzreport TV, Futbol TV                                 | [ 46 ]                             |
| Thành Vatican | Mediaset                                               | [ 1 ]                              |
| Venezuela | Venevisión, DirecTV                                    | [ 1 ]                              |
| Việt Nam | VTV, HTV                                               | [ 47 ] [ 48 ] [ 49 ]               |
| Zambia | Muvi TV, Kwesé Sports, SuperSport, StarTimes, Canal+   | [ 1 ]                              |

| Khu vực | Phát sóng                                   | Nguồn                             |
| --- | ------------------------------------------- | --------------------------------- |
| Vùng CaribeQuốc gia/Lãnh thổ - Antigua và Barbuda - Anguilla - Aruba - Barbados - Belize - Quần đảo Virgin thuộc Anh - Quần đảo Cayman - Curaçao - Cộng hòa Dominica - Grenada - Guyana - Haiti - Montserrat - Saint Lucia - Saint Kitts và Nevis - Saint Vincent và Grenadines - Turks và Caicos - Quần đảo Virgin thuộc Mỹ | DirecTV                                     | [ 1 ] [ 1 ] [ 50 ]                |
| Tiểu lục địa Ấn ĐộQuốc gia - Bhutan - Ấn Độ - Maldives - Nepal - Pakistan - Sri Lanka | Sony Pictures Networks                      | [ 1 ]                             |
| Trung Đông và Bắc PhiQuốc gia - Algérie - Bahrain - Comoros - Djibouti - Ai Cập - Iraq - Jordan - Kuwait - Liban - Libya - Mauritanie - Oman - Chính quyền Dân tộc Palestine - Qatar - Ả Rập Xê Út - Somalia - Nam Sudan - Sudan - Syria - Tunisia - Các Tiểu vương quốc Ả Rập Thống nhất - Yemen | beIN Sports                                 | [ 1 ] [ 51 ] [ 52 ] [ 53 ] [ 54 ] |
| Châu Đại DươngQuốc gia/Lãnh thổ - Quần đảo Cook - Fiji - Kiribati - Micronesia - Nauru - Palau - Papua New Guinea - Samoa - Quần đảo Solomon - Tonga - Tuvalu - Vanuatu | Sky Pacific                                 | [ 1 ]                             |
| Châu Phi hạ SaharaQuốc gia - Angola - Bénin - Botswana - Burkina Faso - Burundi - Cameroon - Cabo Verde - Cộng hòa Trung Phi - Tchad - Congo - Bờ Biển Ngà - Cộng hòa Dân chủ Congo - Guinea Xích Đạo - Eritrea - Ethiopia - Gabon - Gambia - Ghana - Guinée - Guiné-Bissau - Kenya - Lesotho - Liberia - Madagascar - Malawi - Mali - Mauritius - Mozambique - Namibia - Niger - Nigeria - Rwanda - Sénégal - Seychelles - Sierra Leone - Swaziland - Tanzania - Togo - Uganda - Zambia - Zimbabwe | Kwesé Sports, SuperSport, StarTimes, Canal+ | [ 1 ] [ 55 ]                      |

## Phát thanh
| Quốc gia/Lãnh thổ | Phát sóng | Nguồn        |
| --- | --- | ------------ |
| Albania | RTSH | [ 1 ]        |
| Úc | SBS | [ 1 ]        |
| Áo | ORF | [ 1 ]        |
| Belarus | BTRC | [ 1 ]        |
| Bỉ | VRT, RTBF | [ 1 ]        |
| Bosna và Hercegovina | BHRT | [ 1 ]        |
| Brasil | Rádio Bandeirantes, Rádio Gaúcha, Rádio Itatiaia, Rádio Jovem Pan, Rádio Verdes Mares, Radio Sagres 730, Sistema Globo de Rádio, Super Rádio Tupi | [ 1 ]        |
| Bulgaria | BNR | [ 1 ]        |
| Chile | DNA Radio, Radio Bio-Bio, Radio Cooperativa, UCV Radio                                                                                            | [ 1 ]        |
| Colombia | Blu Radio, Caracol Radio, RCN Radio | [ 1 ]        |
| Costa Rica | Radio Columbia, Radio Monumental, Teletica Radio                                                                                                  | [ 1 ]        |
| Croatia | HRT | [ 1 ]        |
| Síp | CyBC | [ 1 ]        |
| Đan Mạch | DR | [ 1 ]        |
| Ecuador | RTS | [ 1 ]        |
| Estonia | ERR | [ 1 ]        |
| Pháp | Europe 1, RTL, Radio France, RMC | [ 1 ]        |
| Phần Lan | Yle | [ 1 ]        |
| Gruzia | GPB | [ 1 ]        |
| Đức | ARD, RTL Radio, Radio Hamburg, Radio NRW, Hitradio RTL Sachsen, Hitradio FFH, Antenne Bayern, 89.0 RTL                                            | [ 1 ]        |
| Iceland | RÚV | [ 1 ]        |
| Indonesia | RRI | [ 56 ]       |
| Iran | IRIB | [ 1 ]        |
| Ireland | RTÉ | [ 1 ]        |
| Israel | KAN | [ 1 ]        |
| Ý | RAI, Mediaset | [ 1 ] [ 57 ] |
| Jamaica | RJR 94 FM | [ 1 ]        |
| Kosovo | RTK | [ 1 ]        |
| Liechtenstein | SRG SSR | [ 1 ]        |
| Litva | LT | [ 1 ]        |
| Ma Cao | TDM | [ 1 ]        |
| Macedonia | MRT | [ 1 ]        |
| Moldova | TeleRadio-Moldova | [ 1 ]        |
| Monaco | RMC Sport | [ 1 ]        |
| Montenegro | RTCG | [ 1 ]        |
| Maroc | SNRT | [ 1 ] [ 31 ] |
| Hà Lan | NOS | [ 1 ]        |
| Na Uy | NRK | [ 1 ]        |
| Bồ Đào Nha | RTP, TSF, Rádio Renascença | [ 1 ]        |
| Peru | RPP | [ 1 ]        |
| Nga | VGTRK | [ 1 ]        |
| Serbia | RTS | [ 1 ]        |
| Slovenia | RTVSLO | [ 1 ]        |
| Nam Phi | SABC | [ 1 ]        |
| Hàn Quốc | SBS | [ 1 ]        |
| Tây Ban Nha | RTVE, Cadena COPE, Cadena SER, Onda Cero, Radio Marca                                                                                             | [ 1 ]        |
| Châu Phi hạ SaharaQuốc gia - Angola - Bénin - Botswana - Burkina Faso - Burundi - Cameroon - Cabo Verde - Cộng hòa Trung Phi - Tchad - Congo - Bờ Biển Ngà - Cộng hòa Dân chủ Congo - Guinea Xích Đạo - Eritrea - Ethiopia - Gabon - Gambia - Ghana - Guinée - Guiné-Bissau - Kenya - Lesotho - Liberia - Madagascar - Malawi - Mali - Mauritius - Mozambique - Namibia - Niger - Nigeria - Rwanda - Sénégal - Seychelles - Sierra Leone - Swaziland - Tanzania - Togo - Uganda - Zambia - Zimbabwe | France Médias Monde | [ 1 ]        |
| Thụy Điển | SR | [ 1 ]        |
| Thụy Sĩ | SRG SSR | [ 1 ]        |
| Thổ Nhĩ Kỳ | TRT | [ 1 ]        |
| Anh QuốcNhà nước/Lãnh thổ - Anh - Scotland - Wales - Bắc Ireland - Gibraltar - Channel Islands - Đảo Man | BBC, talkSPORT | [ 1 ]        |
| Hoa Kỳ và lãnh thổ - Samoa thuộc Hoa Kỳ - Guam - Quần đảo Bắc Mariana - Puerto Rico - Quần đảo Virgin thuộc Mỹ - Baker Island - Howland Island - Jarvis Island - Johnston Atoll - Kingman Reef - Midway Islands - Navassa Island - Palmyra Atoll - Wake Island | Fútbol de Primera | [ 1 ] [ 58 ] |
| Uruguay | Radio Oriental, Sociedad Anonimas de Television y Radios, Radio Monte Carlo                                                                       | [ 1 ]        |
| Việt Nam | VOV | [ 1 ] [ 59 ] |